# Pterotopeza tarsalis
Pterotopeza tarsalis är en tvåvingeart som först beskrevs av Ignaz Rudolph Schiner 1868.  Pterotopeza tarsalis ingår i släktet Pterotopeza och familjen parasitflugor.
Artens utbredningsområde är Venezuela. Inga underarter finns listade i Catalogue of Life.